# まりも (フェリー)
まりもは、近海郵船が運航していたフェリー。

## 概要
近海郵船のフェリー航路開設のための第一船として日立造船に発注され、瀬戸田造船が建造した。1972年4月6日に東京 - 釧路航路に釧路発便から就航した。就航時からエンジンの振動が問題となっていたことから、1976年には日立造船神奈川工場でエンジン換装を行い、1980年には車両区画の改装を実施し総トン数を増加。
1990年のブルーゼファーの就航後は予備船となり、1992年にオーシャン東九フェリーへ傭船され、東京 - 北九州航路に就航した。1996年11月、おーしゃんのーすの就航により引退した。
その後、海外売船されフィリピンのスルピシオ・ラインでPRINCESS OF THE WORLDとして就航していたが、2005年に火災で焼失、その後解体された。

## 設計
同じく瀬戸田造船（内海造船瀬戸田工場）で建造された太平洋沿海フェリーのあるかす、あるびれおと同型船である。続いて建造されたましう、さろまでは需給の問題から旅客定員が削減されている。
船内は客室を海側に配置し、パブリックスペースも外景を楽しめる位置とし、サニタリースペースや収納スペースを中央部に配置した。
Aデッキ（航海船橋甲板）
- 特別室（2名×1室）
- 1等洋室（18室）
- 1等ロビー - 壁面は信楽焼で北海道のポプラをイメージしたレリーフを配し、床にオレンジ色のカーペットと通路にダウンライトを置き洋風ホテルの雰囲気とした[10]。
- 1等シャワー
- パーラー（50席[11]、後に娯楽室に変更） - 白と赤を基調色にしパステル調でまとめ三方に大型窓をはめた内装で飲み物やアルコール類を提供[10]。

Bデッキ（遊歩甲板）
- 1等和室（6室）
- 特別2等客室（12室、計150名）
- エントランスホール - A-Cデッキ3層吹き抜け、北海道を象徴する原生林をテーマとして太陽とオジロワシをモチーフとしたレリーフを配した[10]。
- カードルーム - 雀卓5基を設置し防音を考慮し中央部に配置した[10]。
- レストラン - 太平洋の景色を楽しみつつ食事ができるよう配慮し色調は太陽をテーマに明るく清潔なものとし、通路はワゴンによる配食回収が可能なようゆったりとした作りとした[11]。
- グリルバー - 最もゴージャスな雰囲気の場としてマホガニー調の内装に曲線型のカウンターを設けテーブル・椅子を円形で統一しつつシック・ゴージャス・落ち着いた雰囲気をポイントとした[10]。
- スペシャルコーナー
- 案内所

Cデッキ（船橋甲板）
- 2等客室（一般296名・107名・77名各1室、ドライバー33名1室）[11]。
- ドライバー室（70名）[11]
- ゲームルーム - 孤独感と機器の発光装置の効果を演出するべく暗い雰囲気とした[10]。
- 売店
- 大浴場「まりも湯」 - 温泉調の内装で出入り口に暖簾を掛け床に木曽石を敷き詰め浴槽は掘込式とし[10]、壁面にはバビロニアタイルでオーロラをイメージした装飾、男女の仕切りにガラスブロックを施した[10][11]。
- ドライバー浴場
- 手荷物室

## 事故・インシデント
漁船との衝突事故
1973年6月20日、午前1時15分ごろ、釜石市の尾埼灯台沖の東南東10海里地点にて濃霧の影響で漁船「第一五八汐丸」と衝突し、両船とも船体に亀裂が発生した。
トレーラー積込事故
1979年3月3日、午前9時10分頃、釧路港でトラックの積み込み作業をしていた際に乗組員1名が後進してきたトレーラーと船体の間に頭を挟まれ、釧路市内の病院へ搬送された。
旅客船まりも旅客船シンフォニー衝突事件
1992年1月16日、午後8時27分ごろ、東京港へ入港する際、ディナークルーズ中だったレストラン船「シンフォニー」と東京灯標の北1.6海里の地点で衝突した。衝突によりシンフォニーの乗客3名が軽傷を負い、本船は右舷船首と中央部の外板に凹損および曲損、シンフォニーは左舷前部外板と後部のハンドレールに凹損および曲損を生じた。事故原因は、本船が前方を横切るシンフォニーの進路を避けなかったこと、また、シンフォニーが警告を行わず衝突回避の協力動作をとらなかったこと、とされた。